# 錢璋
錢璋（？年—1891年），字少松，安徽安慶府懷寧縣人， 同治光緒間歷署任四川知縣。

## 生平[2]
- 同治六年，署灌縣知縣[3][4]，修築錢公隄、羨農隄[5]，宣統二年祀名宦祠[6]
- 光緒元年十月，署綦江縣知縣[7]
- 光緒十年四月，署彭水縣知縣[8]
- 資陽縣知縣
- 鄰水縣知縣
- 光緒十三年，署江津縣知縣[9]
- 光緒十四年六月，補墊江縣知縣[10][11]，十七年卒於任[12]